# Centrifugaalschakelaar

Schematische voorstelling van een centrifugaalschakelaar

Een centrifugaalschakelaar is een elektrische schakelaar die bediend wordt door de centrifugaalkracht van een draaiende as, meestal van een elektromotor of verbrandingsmotor. De schakelaar maakt of verbreekt afhankelijk van de rotatiesnelheid van de as.
De centrifugaalschakelaar wordt met name toegepast bij het starten (aanlopen) van eenfasige asynchrone motoren. De schakelaar wordt bij deze motoren gebruikt om de aanloopwikkeling af te schakelen op het moment dat de motor zijn nominale toerental heeft bereikt.
De schakelaar bestaat uit gewichten die beweegbaar meedraaien met de motoras. In stilstand worden deze gewichten door een veer naar de as toegetrokken. Hefbomen die aan de gewichten zijn gemonteerd, bewegen een geïsoleerde buis die wrijvingsvrij over de as kan schuiven. Deze schuifbuis bedient het elektrische schakelcontact. 
Op het moment dat de motor voldoende snelheid heeft, zal de centrifugaalkracht de veerkracht overwinnen. De gewichten worden naar buiten gedrukt en de schuifbuis zal het contact schakelen. Door het openen van de schakelaar wordt de voeding naar de aanloopwikkeling verbroken en zal de motor alleen door blijven draaien op de bedrijfswikkeling.
Motoren die gebruikmaken van een centrifugaalschakelaar zijn te herkennen aan het "klik"-geluid dat ze maken wanneer de motor start of stopt, veroorzaakt door de centrifugaalschakelaar die opent en sluit.
Centrifugaalschakelaars worden soms ook toegepast als beveiligingsmiddel om destructief op hol slaan van seriemotoren te voorkomen. De schakelaar is hierbij zo gemaakt dat hij na bediening deze positie zal vasthouden en handmatig gereset moet worden.